# Ginger ale
Ginger ale es una bebida gaseosa de origen inglés fabricada con agua mineral, jengibre, azúcar y limón. En el siglo XIX se popularizó en las tabernas o cervecerías inglesas para abatir las bebidas alcohólicas con jengibre. Esto daría origen a lo que hoy conocemos como ginger ale.
En su versión comercial se vende como agua carbonatada (gaseosa), siendo las marcas más famosas: Canada Dry, Nordic, Schweppes, Seagram's, Evervess, Cunnington y Vernors. Se suele tomar sola o mezclada con algún licor.

## Usos
El ginger ale es ampliamente conocido como ingrediente para cócteles para reducir el alcohol. Para algunos, se trata de un remedio casero que ayuda a prevenir o aliviar el mareo, los trastornos estomacales e incluso el dolor de garganta; muchas mujeres lo emplean para combatir las náuseas durante el embarazo. Además se hacen cócteles sin licor con jugos de frutas.

## Tipos
Existen dos tipos: ginger ale gold y ginger ale dry, siendo este último el más comercializado. Hoy en día los grandes fabricantes ponen en el mercado ginger ale aromatizado y coloreado con productos naturales y artificiales, así como con diferentes sabores de frutas.
Existe otra bebida muy similar conocida en inglés: ginger beer, lit. 'cerveza de jengibre', la cual posee a veces menos gas y es más dulce. La clase original contiene alcohol, igual que la cerveza corriente de malta, pero también hay versiones de ginger beer sin alcohol.